# Roberto Zandonella
Roberto Zandonella Necca (Comelico Superiore, 14 de abril de 1944) es un deportista italiano que compitió en bobsleigh en la modalidad cuádruple.
Participó en dos Juegos Olímpicos de Invierno en los años 1968 y 1972, obteniendo una medalla de oro en Grenoble 1968 en la prueba cuádruple. Ganó dos medallas en el Campeonato Mundial de Bobsleigh, plata en 1969 y oro en 1970.

## Palmarés internacional
| Juegos Olímpicos   | Juegos Olímpicos             | Juegos Olímpicos | Juegos Olímpicos |
| Año                | Lugar                        | Medalla          | Prueba           |
| ------------------ | ---------------------------- | ---------------- | ---------------- |
| 1968               | Grenoble (Francia)           | Medalla de oro   | Cuádruple        |
| Campeonato Mundial |                              |                  |                  |
| Año                | Lugar                        | Medalla          | Prueba           |
| 1969               | Lake Placid (Estados Unidos) | Medalla de plata | Cuádruple        |
| 1970               | Sankt Moritz (Suiza)         | Medalla de oro   | Cuádruple        |